# Mauricio Ramos
Juan Mauricio Ramos (Santa Cruz de la Sierra, 23 september 1969) is een Boliviaans voetballer, die speelde als middenvelder. Hij beëindigde zijn actieve loopbaan in 2003 bij de Boliviaanse club Club San José.

## Clubcarrière
Ramos begon zijn professionele loopbaan in 1987 bij Club Destroyers en kwam daarnaast uit voor de Boliviaanse clubs The Strongest en Club Bolívar. Hij was tevens actief in de Verenigde Staten, onder meer voor New England Revolution.

## Interlandcarrière
Ramos speelde in totaal 32 interlands voor Bolivia en scoorde één keer voor zijn vaderland. Onder leiding van bondscoach Osvaldo Veiga maakte hij zijn debuut op 14 juni 1987 in de vriendschappelijke wedstrijd tegen Paraguay (0-2), net als doelman Marco Antonio Barrero en verdediger Rómer Roca. Ramos nam met zijn vaderland deel aan de strijd om de Copa América 1995 en aan het WK voetbal 1994 in de Verenigde Staten.